# Бадалян, Сергей Григорьевич
Сергей Григорьевич Бадалян (арм. Սերգեյ Գրիգորի Բադալյան, 4 июля 1947, Ереван — 25 ноября 1999, Москва) — армянский партийный и государственный деятель, первый секретарь ЦК Коммунистической партии Армении в 1992-1999 годах, кандидат в президенты Армении 1996 и 1998 году. 

## Биография

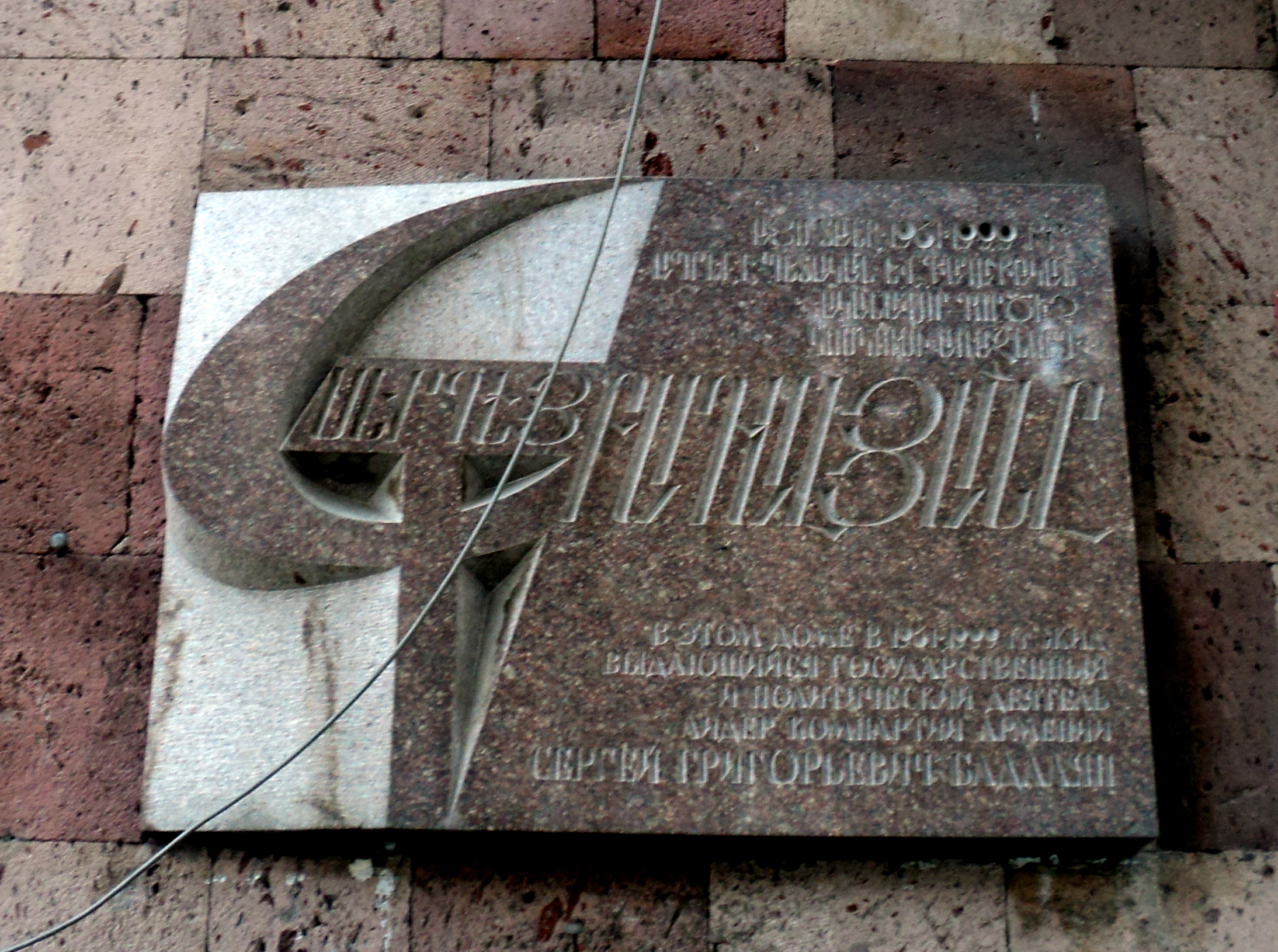
Мемориальная доска в Ереване, просп. Маштоца, 14

- Родился 4 июля 1947 года в Ереване, Армянская ССР.

### Образование
- С 1965 по 1970 год — обучался на факультет технической кибернетики Ереванского политехнического института. Инженер-математик.

### Работа
- С 1970 по 1973 год — работал в качестве ассистента в Ереванском политехническом институте.
- С 1973 по 1980 год — инженер-математик в объединенном институте ядерных исследований в Дубне.
- С 1980 по 1982 год — руководитель научно-исследовательской группы в Ереванском физическом институте.
- С 1982 по 1991 год — секретарь комитета КПА Ереванского физического института.
- 1991 год — первый секретарь Ереванского горкома КП Армении. После развала Советского Союза стал одним из инициаторов воссоздания Компартии Армении.
- С 1991 по 1999 год — первый секретарь Коммунистической партии Армении.
- С 1995 по 1999 год — депутат парламента. Член постоянной комиссии по внешним сношениям. Руководитель фракции «КПА».
- С 1997 по 1999 год — председатель союза народно-патриотических организаций Армении.
- 30 мая 1999 года — избран депутатом парламента. Член постоянной комиссии по внешним сношениям. Член партии «КПА».

Умер 25 ноября 1999 года от инфаркта миокарда.